# Klüdener Pax-Wanneweh
Koordinaten: 52° 23′ 49,1″ N, 11° 20′ 25,1″ O
Die Klüdener Pax-Wanneweh ist ein Naturschutzgebiet im Altmarkkreis Salzwedel und im Landkreis Börde in Sachsen-Anhalt. Der größte Anteil der Fläche befindet sich in der Gemeinde Calvörde. Die Fläche des Naturschutzgebietes beträgt insgesamt 1162 Hektar.

## Lage

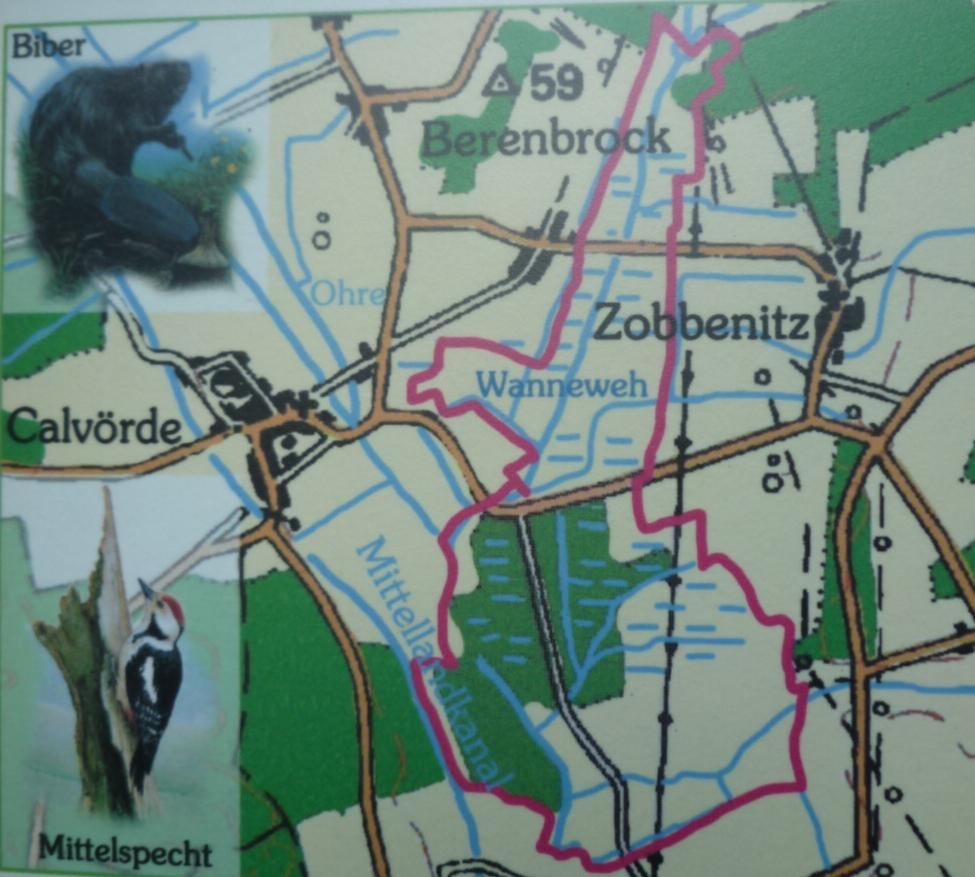
Lage der Klüdener Pax-Wanneweh

Das Naturschutzgebiet befindet sich 1,5 Kilometer östlich von Calvörde zwischen Lössewitz und Zobbenitz einschließlich der Waldgebiete Schierholz, Rantenhorst, Zobbenitzer Pax und Klüdener Pax sowie einen kleinen Teil im Norden von Uthmöden.
Das Naturschutzgebiet erfasst eine Vielzahl von Biotopen wie Laubwälder, kleine Ackerflächen, Grünland, Niedermoor, zahlreiche Quellzonen und ein umfangreiches Gewässernetz mit der Wanneweh einen kleinen Nebenfluss der Ohre.
Das Naturschutzgebiet ist Teil des 2019 eingerichteten Biosphärenreservats Drömling Sachsen-Anhalt.

## Vegetation
Im zentralen westlichen Teil stocken auf Moor- und Anmoorstandorten Erlenbruchwälder und Traubenkirschen-Erlen-Eschenwälder (siehe auch Sumpfwald), in denen die Stieleiche teilweise dominiert. Für den artenreichen Frühjahrsaspekt der Krautschicht sind kennzeichnend:
- Ausdauerndes Bingelkraut
- Busch-Windröschen
- Gelbes Windröschen
- Gefleckter Aronstab
- Hohe Primel
- Echtes Lungenkraut
- Einbeere

## Errichtungsgrund
In diesem Gebiet ist der Grundwasserspiegel recht hoch. Daher wurde hier ein angepasstes naturnahes Waldbiotop errichtet.